# Батальон быстрого реагирования (Бангладеш)
Батальон быстрого реагирования (бенг. র‌্যাপিড অ্যাকশন ব্যাটেলিয়ান (র‌্যাব), англ. Rapid Action Battalion (RAB)) — элитное спецподразделение Бангладеш, состоящее из членов полиции, вооруженных сил и пограничной охраны этой страны, сформированное 26 марта 2004 года. Руководителем (директором) RAB на данный момент является генерал Беназир Ахмед (в прошлом — комиссар полиции города Дакка, Бангладеш).

## Сфера деятельности

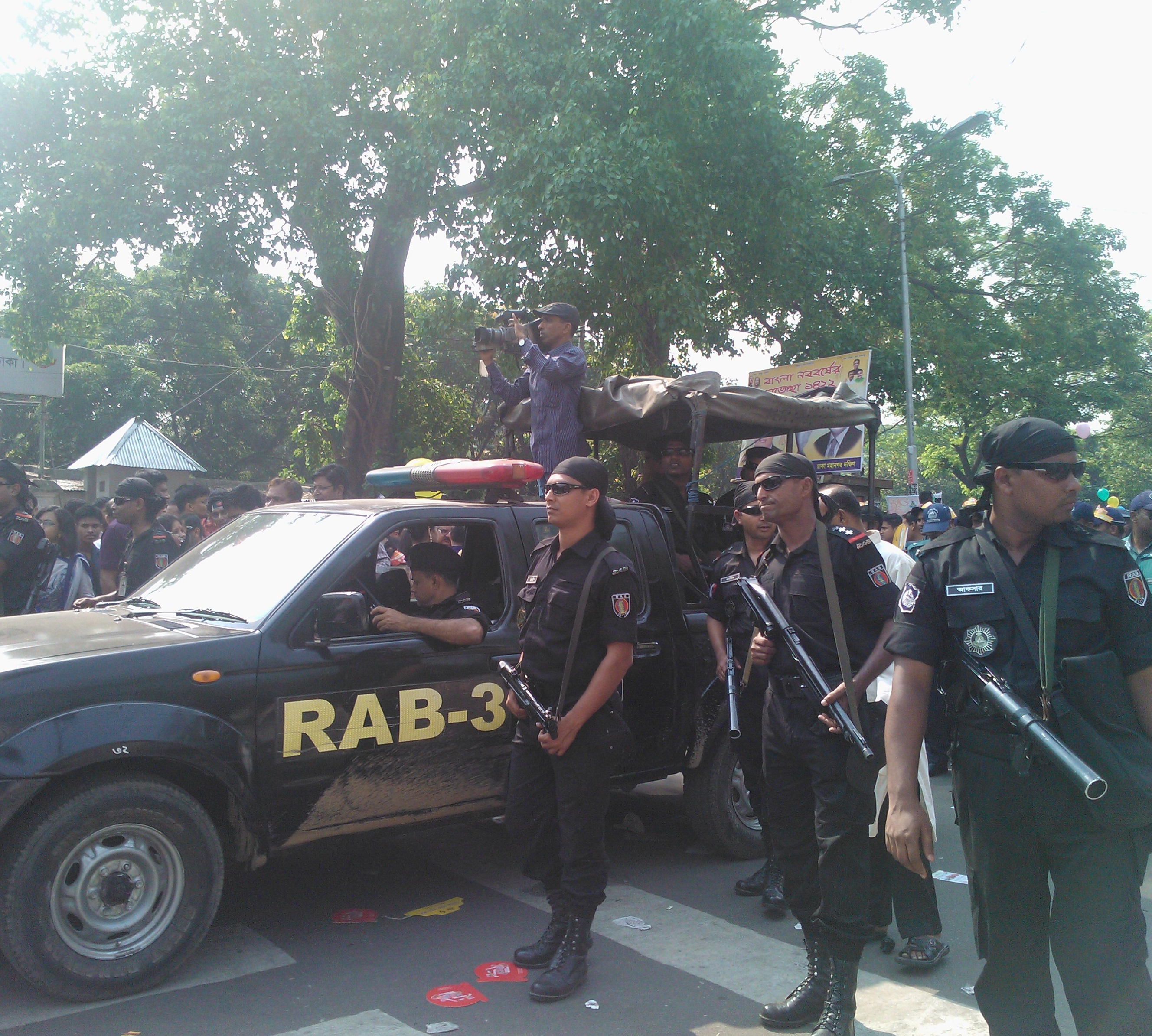

Сфера деятельности RAB является очень широкой, но включает несколько основных пунктов:
- Контртеррористическая деятельность (задержание подозреваемых в терроризме на территории Бангладеш и соседних государств).
- Борьба с организованной наркоторговлей (пресечение массовой торговли сильнодействующими наркотическими веществами и запрещенными к культивированию растениями на территории Бангладеш).
- Борьба с бандитизмом (обеспечение немедленной экстренной помощи попавшим в беду гражданам, ставшим жертвами ограблений, похищений людей и грабежей).
- Охрана туристов (обеспечение безопасности в курортных зонах и на близлежащих территориях Бангладеш).
- Специальные задачи (обеспечение безопасности во время проведения массовых мероприятий).

## Вооружение Батальона быстрого реагирования
- 7,62-мм автомат Калашникова AK.
- шестизарядный револьвер Smith-Wesson Model-10 калибра двойного действия .38
- 9-мм пистолет Макарова (ПМ)
- штурмовая винтовка HK G3 с коробчатым магазином на 20 патронов
- Слезоточивый газ
- Перцовый баллончик
- Газовый пистолет